# Jacques Gaffarel

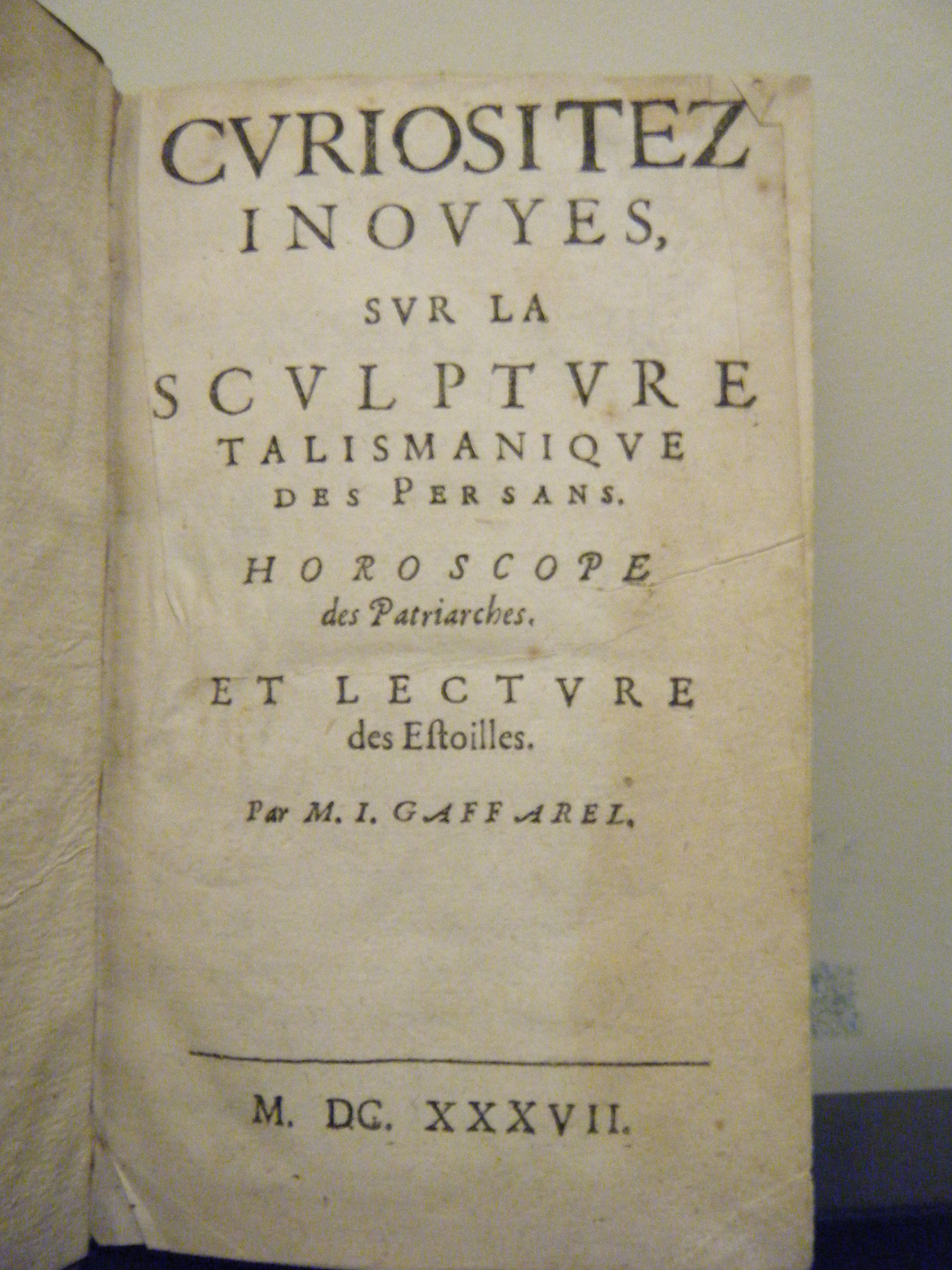
Jacques Gaffarel: Curiositez inouyes sur la sculpture talismanique des Persans, horoscope des patriarches et lecture des estoilles, Nachauflage 1637

Jacques Gaffarel (* 1601 in Mane, Provence; † 1. Dezember 1681 in Sigonce) war ein französischer Theologe, Orientalist und Okkultist. Er war zeitweise Bibliothekar Richelieus und Kommendatar-Prior des Klosters Ganagobie.

## Leben
Über seine Eltern oder die Stationen seines Lebens ist nur wenig bekannt. Im Alter von 25 Jahren wurde ihm von der Universität von Valence ein Doktortitel in Theologie verliehen; sein zweiter Doktortitel in Rechtswissenschaften der Universität von Paris folgte wenige Jahre später. Er wurde zum Priester geweiht. Unter der Anleitung von Philippe d’Aquin, einem zum Christentum konvertierten Juden, lernte er hebräisch; außerdem erhielt er wahrscheinlich eine Einführung in das okkulte Wissen der Kabbala. In den Jahren 1626 bis 1639 unternahm Gaffarel mehrere Reisen nach Italien, Griechenland und in den Vorderen Orient. Von dort brachte er stapelweise Manuskripte mit, die im damaligen Europa gesucht und teuer waren. Bereits in den 1620er Jahren wurde Kardinal Richelieu auf ihn aufmerksam; er machte ihn zu seinem Bibliothekar und verschaffte ihm im Alter eine Stellung als Kommendatarprior des Klosters Ganagobie.

## Werk
Im Jahr 1629 erschien sein berühmtestes Werk Curiositez inouyes sur la sculpture talismanique des Persans, horoscope des patriarches et lecture des estoilles („Unbekannte [= unglaubliche] Nachrichten über die persischen Talismane, die Horoskope der Patriarchen und das Lesen [= die Deutung] der Sterne“). Es wurde von Sorbonne zensiert, woraufhin Gaffarel es zurückzog.
Weitere Schriften sind:
- Abdita divinae Cabalae mysteria contra Sophistarum logomachiam defensa. H. Blagaeart, Paris 1625.
- Profonds mystères de la Cabale divine. Beaudelot, Paris 1912.
- Nihil, fere nihil, minus nihilo: seu de ente, non ente, et medio inter ens et non ens (= Positiones. Band 26). Pinelli, Venedig 1634.
- Quaestio pacifica, num orta in religione dissidia componi et conciliari possint per humanas rationes et philosophorum (= Principia. Band 44).  C. Du Mesnil, Paris 1645.
- Le Monde sousterrein, ou Description historique et philosophique de tous les plus beaux antres et de toutes les plus belles grottes de la terre. C. Du Mesnil, Paris 1654.